# Jeffrey Kiehl
Jeffrey Theodore Kiehl (né le 10 juin 1952) est un climatologue américain. Il dirige la section de recherche sur le changement climatique au Centre national de recherche atmosphérique situé à Boulder, au Colorado.

## Parcours
Il réalise ses études doctorales en sciences atmosphériques à l'université d'État de New York à Albany,.
Il reçoit le Prix de la communication climatique 2012 de l'American Geophysical Union.
Avec Kevin E. Trenberth (en), il se distingue par l'élaboration du « Budget énergétique moyen annuel mondial de la Terre » et le diagramme associé, détaillant le bilan énergétique de la Terre, qui est contenu dans le rapport du premier groupe de travail du quatrième rapport d'évaluation du GIEC.